# Panegyrtes bifasciatus
Panegyrtes bifasciatus är en skalbaggsart som beskrevs av Stefan von Breuning 1940. Panegyrtes bifasciatus ingår i släktet Panegyrtes och familjen långhorningar. Inga underarter finns listade i Catalogue of Life.